# Nguyễn Phúc Vĩnh Giu
Nguyễn Phúc Vĩnh Giu (3 tháng 2 năm 1922 - 18 tháng 3 năm 2007) là con thứ 19 của vua Thành Thái với bà thứ phi Chí Lạc. Ông được chính phủ Pháp cho trở về Việt Nam và định cư tại Cần Thơ vào năm 1947. Ông mất tại Bệnh viện Quân Y 121, Cần Thơ, sau một thời gian lâm bệnh nặng. Ông được an táng ở Lăng Dục Đức, Huế.

### Hậu duệ
Năm 1951, ông kết hôn với Lư Ngọc Hòa và đã có với bà 7 người con gồm 6 trai và 1 gái.
1. Nguyễn Phúc Bảo Bội
2. Nguyễn Phúc Bảo Thọ.
3. Nguyễn Phúc Bảo Cao.
4. Nguyễn Phúc Bảo Lộc.
5. Nguyễn Phúc Bảo Hoàng.
6. Nguyễn Phúc Bảo Tài (1964 – 2020).[1]
7. Nguyễn Phúc Thanh Cát.